# Kłodawa (gmina, Grande-Pologne)
Pour les articles homonymes, voir Kłodawa.
Kłodawa est une gmina mixte du powiat de Koło, Grande-Pologne, dans le centre-ouest de la Pologne. Son siège est la ville de Kłodawa, qui se situe environ 21 km à l'est de Koło et 138 km à l'est de la capitale régionale Poznań.
La gmina couvre une superficie de 128,97 km2 pour une population de 13 307 habitants.

## Géographie
Outre la ville de Kłodawa, la gmina inclut les villages de Bierzwienna Długa, Bierzwienna Długa-Kolonia, Bierzwienna Krótka, Cząstków, Dąbrówka, Dębina, Dzióbin, Głogowa, Górki, Janczewy, Kęcerzyn, Kobylata, Korzecznik, Krzykosy, Łążek, Leszcze, Łubno, Luboniek, Okoleniec, Podgajew, Pomarzany Fabryczne, Rgielew, Rycerzew, Rysiny, Rysiny-Kolonia, Słupeczka, Straszków, Tarnówka, Wólka Czepowa et Zbójno.
La gmina borde les gminy de Babiak, Chodów, Grabów, Grzegorzew, Olszówka et Przedecz.